# Louis Verbruggen
Louis Verbruggen (ur. 20 lipca 1928 – zm. 15 lutego 2002) – belgijski piłkarz grający na pozycji napastnika. Był reprezentantem Belgii.

## Kariera klubowa
Swoją karierę piłkarską Verbruggen rozpoczął w klubie Royal Antwerp FC. W sezonie 1945/1946 zadebiutował w jego barwach w pierwszej lidze belgijskiej i grał w nim do końca sezonu 1958/1959. Wraz z Royalem wywalczył mistrzostwo kraju w sezonie 1956/1957 oraz trzy wicemistrzostwa w sezonach 1945/1946, 1955/1956 i 1957/1958. Zdobył też Puchar Belgii w sezonie 1954/1955. W 1959 roku odszedł do Olympic Charleroi i występował w nim do końca kariery, czyli do 1961 roku.
| Sezon   | Klub              | Kraj   | Rozgrywki          | Mecze | Gole |
| ------- | ----------------- | ------ | ------------------ | ----- | ---- |
| 1945/46 | Royal Antwerp FC  | Belgia | Division d'Honneur | 12    | 2    |
| 1946/47 | Royal Antwerp FC  | Belgia | Division d'Honneur | 13    | 1    |
| 1947/48 | Royal Antwerp FC  | Belgia | Division d'Honneur | 17    | 9    |
| 1948/49 | Royal Antwerp FC  | Belgia | Division d'Honneur | 30    | 12   |
| 1949/50 | Royal Antwerp FC  | Belgia | Division d'Honneur | 29    | 17   |
| 1950/51 | Royal Antwerp FC  | Belgia | Division d'Honneur | 36    | 9    |
| 1951/52 | Royal Antwerp FC  | Belgia | Division d'Honneur | 30    | 18   |
| 1952/53 | Royal Antwerp FC  | Belgia | Division 1         | 19    | 4    |
| 1953/54 | Royal Antwerp FC  | Belgia | Division 1         | 26    | 13   |
| 1954/55 | Royal Antwerp FC  | Belgia | Division 1         | 21    | 8    |
| 1955/56 | Royal Antwerp FC  | Belgia | Division 1         | 26    | 8    |
| 1956/57 | Royal Antwerp FC  | Belgia | Division 1         | 28    | 11   |
| 1957/58 | Royal Antwerp FC  | Belgia | Division 1         | 26    | 9    |
| 1958/59 | Royal Antwerp FC  | Belgia | Division 1         | 17    | 11   |
| 1959/60 | Olympic Charleroi | Belgia | Division 1         | ?     | ?    |
| 1960/61 | Olympic Charleroi | Belgia | Division 1         | ?     | ?    |

## Kariera reprezentacyjna
W reprezentacji Belgii Verbruggen zadebiutował 2 października 1949 w wygranym 3:0 towarzyskim meczu ze Szwajcarią, rozegranym w Brukseli i w debiucie strzelił 2 gole. Od 1949 do 1951 rozegrał w kadrze narodowej 3 mecze i strzelił 3 gole.